# FC Bayern München (bowling)
Az FC Bayern München sportegyesületének a bowling osztálya 1983-ban alakult meg.

## Történelem
Az egyesület bowling osztálya a Müncheni Bajnokság résztvevője. 2013-as statisztikák szerint a csapat 38 tagot számlál. A klub elnöke Jakob Fröhler. A klub tagja a Müncheni Bowling-szövetségnek. A csapat az MKV-Sportkegelzentrum pályáin edz, és játssza mérkőzéseit. Mehmet Scholl, az FC Bayern München egykori labdarúgója 2007. november 30-án állította fel 5713 pontos klubrekordot.